# Giorgio Gomelsky
 (janvier 2016).
Si vous disposez d'ouvrages ou d'articles de référence ou si vous connaissez des sites web de qualité traitant du thème abordé ici, merci de compléter l'article en donnant les références utiles à sa vérifiabilité et en les liant à la section « Notes et références ».
Giorgio Gomelsky est un réalisateur, imprésario et producteur. Né à Tiflis, Géorgie (URSS), le 28 février 1934 et mort le 13 janvier 2016 à New York. Sa famille fuit le stalinisme et il est élevé en France (sa mère est française), en Italie, et en Suisse, dont il acquiert la nationalité. Il parcourt ensuite l'Europe en auto-stop avant de se stabiliser à Londres en 1955. Giorgio Gomelsky vivait à New York depuis 1978.

## Londres
Il s'occupe de bars et de clubs musicaux comme le "London Beat Club" où viennent jouer des musiciens de rock'n'roll et de skiffle. Il écrit aussi des articles dans la presse jazz. Brian Jones, vient le tarabuster pour qu'il s'occupe du groupe qu'il a formé : les Rolling Stones. Gomelsky va les faire passer en résidence au Crawdaddy de Richmond dont il s'occupe désormais. Le 14 avril 1963 il invite les Beatles à venir assister à un passage des Stones : ce sera le premier contact entre les deux groupes. 
Parmi les artistes les plus connus qu'il fera aussi jouer, citons Rod Stewart, Long John Baldry, Julie Driscoll (ils étaient dans le Steampacket), et les Animals, les Moody Blues, les Paramount's qui deviendront Procol Harum, etc.
En 1964, il devient ami avec Keith Relf et Eric Clapton des Yardbirds. Cette fois il devient leur manager et aussi le producteur de leur premier album Five Live Yardbirds, enregistré au fameux Marquee Club de Wardour Street.
En 1966, il est choisi par Johnny Hallyday pour être l'ingénieur du son de l'album "La génération perdue" sur lequel figure notamment les titres « Noir c'est noir » et « La fille à qui je pense » composée par Johnny lui-même et qui sera reprise par Christophe Miossec 30 ans plus tard. 
En 1967 il fonde l'agence artistique Paragon, puis le label Marmalade.
Dans ce Swinging London des Sixties, Giorgio était donc un grand déclencheur d'événements et un formidable découvreur de talents (même si souvent d'autres arrivaient ensuite pour s'en occuper de manière plus rentable).
Mais en 1970, il en a un peu assez du Royaume-Uni et c'est en France qu'il s'installe (avec sa compagne française Brigitte Guichard héritière du groupe Casino), bien décidé à ne rien faire pendant un certain temps. Résolution qu'il ne tiendra pas bien longtemps : à la suite d'une interview de Rock & Folk, il fait la connaissance de Magma, fondé par le batteur Christian Vander. Gomelsky va non seulement manager Magma, mais mettre en place avec le groupe psychédélique Crium Délirium Circus tout un réseau de tournées, notamment avec les MJC les plus dynamiques. Réseau qui servira à nombre d'autres groupes « alternatifs » d'alors. Il participe aussi à BYG Records avec Jean Karakos (en publiant notamment des enregistrements de ses 60s britanniques), manage le Gong de son vieil ami Daevid Allen, fonde l'agence "Rock Pas Dégénéré" qui élargit son action à des groupes allemands comme Can. Il travaille aussi dans un autre genre avec son autre vieil ami Vangelis (de feu-Aphrodite's Child). Il s'occupe un temps du groupe Masal qu'il fera tourner avec Magma, Gong et Soft Machine.

## New York
Vers 1978, on retrouve Gomelky à New York, où avec le ZU Manifestival, il essaie d'appliquer aux USA des formules alternatives qu'il avait initiées en Europe, mais cela s'avèrera difficile, notamment pour les tournées. Il fait la connaissance et s'occupe de Bill Laswell dont le Zu Band deviendra plus tard Material. Et si dans les années 1990, son intérêt s'est porté davantage vers certaines technologies de l'informatique, il laissait néanmoins paraît-il un étage de son immeuble comme lieu de répétition pour les musiciens new yorkais (Jeff Buckley serait un des plus connus à en avoir profité).
Il meurt le 13 janvier 2016 à New York.

## Référence
1. ↑  (it) « Addio a Giorgio Gomelsky, lanciò i Rolling Stones e gli Yardbirds », sur rockol.it, 14 janvier 2016 (consulté le 14 janvier 2016)